# Шарлемань, Николай Васильевич
Николай Васильевич Шарлемань (24 января (5 февраля) 1887 года, Кременчуг — 20 апреля 1970 года, Киев) — советский биолог, профессор прикладной зоологии.

## Биография
Учился в Киевском реальном училище (1896—1905), был исключен за участие в революционных событиях. Вольнослушатель на агрономическом отделении киевского Политехнического института (1906—1910 гг.). В 1912—1914 гг. стажировался в Департаменте земледелия и получил звание младшего специалиста по прикладной зоологии. С 1919 г. — сотрудник киевского Зоологического музея. С 1921 г. по 1932 г. директор заповедника «Конча-Заспа». С 1934 г. директор Зоологического музея, переданного к этому времени в состав Института зоологии АН УССР. В 1936 г. присвоена научная степень кандидата биологических наук без защиты диссертации, в 1937 г. защитил докторскую диссертацию «Зоогеография УССР». В оккупированном немцами Киеве сохранил должность директора. В 1943 г. последовал за коллекцией музея, вывезенной оккупационными властями в Познань. В 1945 г. был задержан советскими оккупационными войсками в Германии и на следующий год вернулся в Киев без предъявления обвинений, однако к прежней научной работе допущен больше не был. В послевоенные годы работал в Управлении по делам охотничьего хозяйства, преподавал в Киевском лесохозяйственном институте.

## Основные направления научной деятельности
Николай Васильевич Шарлемань автор более 300 работ, посвященных фауне Украины (систематике, географическому распространению животных, экологии, краеведению, истории фауны; особое место занимают его статьи по орнитологии). Ряд трудов Н. В. Шарлеманя посвящены изучению природы в историко-культурном аспекте (например, статья «Животный мир и охота в окрестностях Киева 900 лет назад» (1938 г.), основанная на анализе сюжетов фресок Софиевского собора в Киеве).
В 1946 году применительно к «Слову о полку Игореве» Шарлемань первым высказал предположение, что в Древней Руси пардусами называли гепардов. Однако его трактовка не получила признания. Лютым, лютнем в ряде славянских языков (украинском, белорусском, польском и др.) называли февраль. «Лютый зверь» — достаточно загадочный персонаж русского фольклора: А. Н. Афанасьев видел в нём волка, Б. А. Рыбаков — рысь. Н. В. Шарлемань высказал версию, что под «лютым зверем» надо понимать реликтового пещерного льва, сохранившегося в южнорусских землях до Средневековья. Эту идею поддержал зоолог Игорь Акимушкин. Однако историк В. В. Мавродин указал, что климат древней Руси мало подходил для львов, сторонящихся лесных пространств, зато отлично подходил для леопардов, которые живут в схожих условиях на русском Дальнем Востоке, где казаки и землепроходцы называли их в XVII—XIX столетиях «лютым зверем». В «Азбуковнике» — русской энциклопедии XVI века «лютым зверем» назван именно леопард.

## Интересные факты
- Активно выступал за запрет на весеннюю охоту на Украине.
- Выдающийся украинский поэт М. Т. Рыльский написал стихотворение «Конча-Заспа» (1930—1932), в котором упоминается Шарлемань.

## Основные труды
- Шарлемань Н. В. Список птиц окрестностей Киева. К., 1909
- Шарлемань Н. В. Некоторые сведения о птицах Черкасского уезда Киевской губернии. «Птицеведение и птицеводство», 1914, в. 2
- Шарлемань Н. Наблюдение над птицами хвойных лесов окрестностей города Киева. «Птицеведение и птицеводство», 1915, в. 2-3
- Шарлемань Н. Из жизни природы, К., 1915
- Шарлемань Н. В. Каменный дрозд (Monticola saxatilis l.) в Киеве. «Орнитологический вестник», 1916, № 3
- Шарлемань Н. В. Дополнение к «Списку птиц окрестностей Киева», «Орнитологический вестник», 1916, № 4
- Шарлемань М. По Києву і його околицях, 1921
- Шарлемань М. Матеріяли до орнітофавни державного степового заповідника «Чаплі» ім. Христиана Раковського та його району. «Вісті державного степового заповідника „Чаплі“ (к. Асканія-Нова)», 1924, т. 3
- Шарлемань Н. В. Новый для фауны бассейна Днепра зверь — выхухоль. «Украинский охотник и рыболов», 1925, № 6
- Шарлемань М. Новий гніздовий птах Полтавщини. «Збірник праць Зоологічного музею УАН», 1926, ч. 1
- Шарлемань М. Замітки про птахів Київщини. В книге: Шарлемань М. Матеріали для орнітофауни України. К., 1926
- Шарлемань М., Портенко Л. Замітки про птахів Волині. «Труди Фізико-математичного відділу УАН», 1926, т. 2, в. 2
- Шарлемань М. Природа Києва та його околиць, І928
- Шарлемань М. Матеріяли до орнітології державного заповідника «Конча-Заспа». «Збірник праць Зоологічного музею ВУАН», 1930, ч. 8
- Шарлемань М., Шуммер О. Матеріяли до орнітофавни острова Джарилгача на Чорному морі. «Збірник праць Зоологічного музею ВУАН», 1930, № 8
- Шарлемань М. Матеріали до орнітології державного лісостепового заповідника ім. Т. Шевченка та його околиць. «Журнал Біозоологічного циклу ВУАН», 1933, № 2 (6)
- Шарлемань Н. В. Сипуха и грызуны. «Природа», 1933, № 12
- Шарлемань М. Каменный дрозд. Реликт горной фауны на Украине. «Зоологический журнал», 1935, т. 14, в. 3
- Шарлемань М. Нові відомості про птахів державного заповідника Конча-Заспа. «Збірник праць Зоологічного музею ВУАН», 1936, № 12
- Шарлемань М. В. Матеріали до фауни звірів і птахів Чернігівської області. К., 1937
- Шарлемань М. В. Птахи УРСР. (Матеріали до фауни). К., 1938
- Шарлемань Н. В. К вопросу о случаях каннибализма у животных. «Зоологический журнал», 1958, т. 37, в. 11
- Шарлемань Н. В. Из комментариев к «Слову о полку Игореве» // ТОДРЛ. — Т. Х. — М.; Л., 1954. — С. 225—229.